# William W. Ellsworth

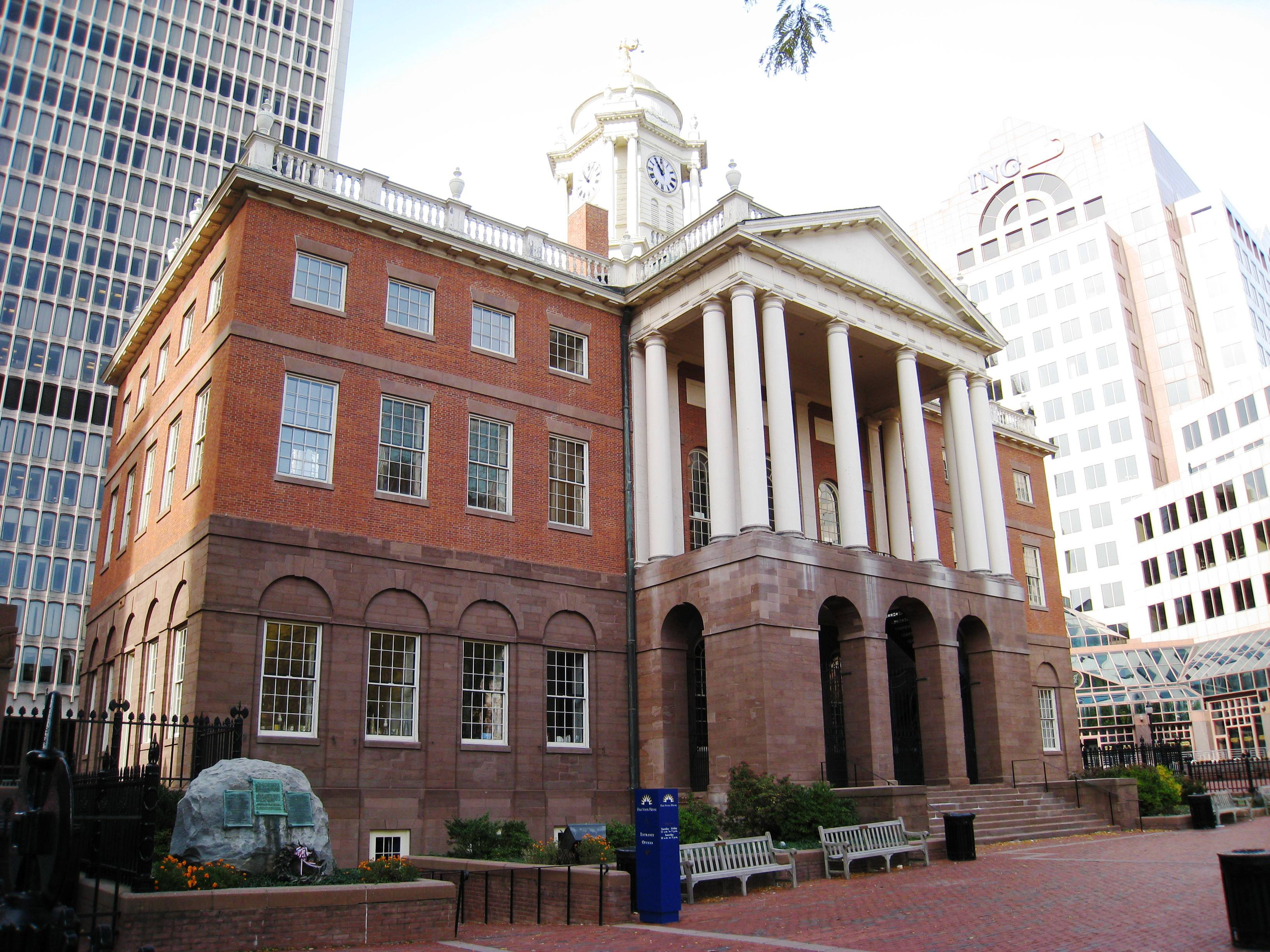
Old State House, Hartford, där William Wolcott Ellsworth tjänstgjorde som guvernör av Connecticut 1838-1842

William Wolcott Ellsworth, född 10 november 1791, död 15 januari 1868, var en amerikansk politiker och guvernör i Connecticut. Han tjänstgjorde tre mandatperioder i USA:s representanthus och tackade två gånger nej till att bli nominerad till USA:s senat för sin hemstat.

## Familj
William W. Ellsworth föddes i Windsor den 10 november 1791. Han var son till Oliver Ellsworth, en av dem som kallades "Founding father" av unionen. Hans tvillingbror Henry Leavitt Ellsworth var den förste chefen för det amerikanska patentverket.
Han gifte sig med Emily S. Webster, äldsta dotter till Rebecca Greenleaf och Noah Webster Jr., utgivare av ordböcker. Noah Webster utnämnde Ellsworth som en av sina testamentsexekutorer i sitt testamente av 1843.

## Karriär
Ellsworth tog examen från Yale College 1810. Han studerade juridik vid Tapping Reeve's Litchfield Law School i Litchfield och blev ledamot av advokatsamfundet 1811. Han fick tjänst som professor i juridik vid Trinity College 1827, en tjänst som han upprätthöll till sin död.
En av Ellsworths studiekamrater vid Yale var Samuel Morse, vars telegraf senare fick stöd av Ellsworths bror Henry Leavitt Ellsworth, när denne var chef för patentverket.
Ellsworths partner inom juridiken från 1817 var hans svåger Thomas Scott Williams (gift med Ellsworths syster), som valdes till amerikanska kongressen det året och ville ha en yngre partner som kunde ta hand om hans byrå medan han var borta. Vid en ålder av 26 år tog Ellsworth över chefskapet på kongressman Williams advokatbyrå, den största i Connecticut.
Ellsworth valdes tre gånger till USA:s representanthus och tjänstgjorde från den 4 mars 1829 till den 8 juli 1834, då han avgick. Han valdes till guvernör i Connecticut 1838 och blev omvald tre gånger till den ettåriga mandatperiod som då gällde för guvernörer i delstaten. Han tjänstgjorde från den 2 maj 1838 till den 4 maj 1842. Han blev domare vid Connecticuts högsta domstol 1847 och tjänstgjorde till 1861, då han gick i pension enligt konstitutionella regler med avseende på ålder. Han tackade nej till att bli nominerad till USA:s senat två gånger och drog sig tillbaka från offentligheten.
Han avled i Hartford den 15 januari 1868 och är begravd på Old North Cemetery i Hartford.
Juristen och talaren Rufus Choate sade om Ellsworth inför Massachusetts parlament: "Om Shermans, Griswolds, Daggets och Williams land, så rikt det är på lärdom och förtjänster, hade en klokare jurist, en mer ståndaktig ämbetsman eller en mer ärlig man i sin offentliga tjänst, känner jag inte till honom."